# Paragia calida
Paragia calida är en stekelart som beskrevs av Smith 1865. Paragia calida ingår i släktet Paragia och familjen Masaridae. Inga underarter finns listade i Catalogue of Life.